# پاکسویل (کارولینای جنوبی)
پاکسویل(به انگلیسی: Paxville) شهری در ایالت کارولینای جنوبی کشور ایالات متحده آمریکا است که جمعیت آن در سرشماری سال ۲۰۱۰ میلادی، ۱۸۵ نفر بوده‌است.